# Nannocharax
Nannocharax – rodzaj ryb promieniopłetwych z rodziny Distichodontidae.

## Zasięg występowania
Rodzaj obejmuje gatunki występujące w słodkowodnych wodach Afryki.

## Morfologia
Długość ciała do 8,2 cm.

## Systematyka
Rodzaj zdefiniował w 1867 roku niemiecko-angielski zoolog Albert C.L.G. Günther na łamach The Annals and Magazine of Natural History. Na gatunek typowy jako oznaczenie monotypowe wyznaczono gwinejkę prążkowaną (N. fasciatus).

### Etymologia
- Nannocharax: gr. ναννος nannos ‘karzeł’[10]; χαραξ kharax, χαρακος kharakos ‘gatunek ryby morskiej’[11].
- Hemigrammocharax: gr. ἡμι- hēmi- ‘pół-, mały’, od ἡμισυς hēmisus ‘połowa’[12]; γραμμα gramma, γραμματος grammatos ‘linia’[13]; χαραξ kharax, χαρακος kharakos ‘gatunek ryby morskiej’[11]. Typ nomenklatoryczny: Nannocharax ocellicauda Boulenger, 1907.
- Microdistichodus: gr. μικρος mikros ‘mały’[14]; rodzaju Distichodus Müller & Troschel, 1844. Typ nomenklatoryczny: Microdistichodus uniocellatus Pellegrin, 1926.
- Thrissocharax: gr. θρισσα thrissa ‘gatunek ryby’[15]; χαραξ kharax, χαρακος kharakos ‘gatunek ryby morskiej’[11]. Typ nomenklatoryczny: Nannocharax ocellicauda Boulenger, 1907.
- Hemigrammonannocharax: zbitka wyrazowa nazw rodzajów: Hemigrammocharax Pellegrin, 1923 oraz Nannocharax Günther, 1867[5]. Typ nomenklatoryczny: Nannocharax ocellicauda Boulenger, 1907.
- Distichodina: zdrobnienie nazwy rodzaju Distichodus Müller & Troschel, 1844[6]. Typ nomenklatoryczny: Distichodus stigmaturus Fowler, 1935 (= Nannocharax multifasciatus Boulenger 1923).
- Lepinannocharax: gr. λεπις lepis, λεπιδος lepidos ‘łuska, płytka’, od λεπω lepō ‘łuszczyć’; rodzaj Nannocharax Günther, 1867[16]. Typ nomenklatoryczny: Nannocharax pteron Fowler, 1936.

### Podział systematyczny
Do rodzaju należą następujące gatunki:

- Nannocharax altus Pellegrin, 1930
- Nannocharax angolensis (Poll, 1967)
- Nannocharax ansorgii Boulenger, 1911
- Nannocharax brevis Boulenger, 1902
- Nannocharax chochamandai Katemo Manda, Snoeks, Decru, Brecko & Vreven 2023
- Nannocharax dageti Jerep, Vari & Vreven, 2014
- Nannocharax elongatus Boulenger, 1900
- Nannocharax fasciatus Günther, 1867 – gwinejka prążkowana[17]
- Nannocharax fasciolaris Nichols & Boulton, 1927
- Nannocharax gracilis Poll, 1939
- Nannocharax hadros Katemo Manda, Snoeks, Chocha Manda & Vreven, 2021
- Nannocharax hastatus Jerep & Vari, 2014
- Nannocharax hollyi Fowler, 1936
- Nannocharax intermedius Boulenger, 1903
- Nannocharax latifasciatus Coenen & Teugels, 1989
- Nannocharax lineomaculatus Blache & Miton, 1960
- Nannocharax lineostriatus (Poll, 1967)
- Nannocharax luapulae Boulenger, 1915
- Nannocharax machadoi (Poll, 1967)
- Nannocharax macropterus Pellegrin, 1926
- Nannocharax maculicauda Vari & Géry, 1981
- Nannocharax micros Fowler, 1936
- Nannocharax minutus Worthington, 1933
- Nannocharax monardi (Pellegrin, 1936)
- Nannocharax multifasciatus Boulenger, 1923
- Nannocharax niloticus (Joannis, 1835)
- Nannocharax occidentalis Daget, 1959
- Nannocharax ocellicauda Boulenger, 1907
- Nannocharax ogoensis Pellegrin, 1911
- Nannocharax parvus Pellegrin, 1906
- Nannocharax procatopus Boulenger, 1920
- Nannocharax pteron Fowler, 1936
- Nannocharax reidi Vari & Ferraris, 2004
- Nannocharax rubensteini (Jerep & Vari, 2013)
- Nannocharax rubrolabiatus Van den Bergh, Teugels, Coenen & Ollevier, 1995
- Nannocharax schoutedeni Poll, 1939
- Nannocharax seyboldi Schultz, 1942
- Nannocharax signifer Moritz, 2010
- Nannocharax taenia Boulenger, 1902
- Nannocharax uniocellatus (Pellegrin, 1926)
- Nannocharax usongo Dunz & Schliewen, 2009
- Nannocharax wittei (Poll, 1933)
- Nannocharax zebra Dunz & Schliewen, 2009